# Olivier Casadesus
Olivier Casadesus (* 2. September 1970) ist ein französischer Schauspieler.
Der Sohn des Dirigenten Jean-Claude Casadesus wurde in der Rolle des Olivier in der Fernsehserie Hélène et les Garçons der AB Groupe bekannt, wo er unter dem Pseudonym Olivier Sevestre mitwirkte. Weitere Rollen spielte er in den Serien Le miracle de l'amour (1995–96), Les vacances de l'amour (1996–98) und St Tropez (1998–99). Daneben arbeitete er als Model u. a. für den Uhrenhersteller Rodania und das Modemagazin Madame Figaro.